# Wainuia urnula
Wainuia urnula är en snäckart som först beskrevs av Ludwig Pfeiffer 1855.  Wainuia urnula ingår i släktet Wainuia och familjen Rhytididae. Inga underarter finns listade i Catalogue of Life.